# Camptosema bellum
Camptosema bellum là một loài thực vật có hoa trong họ Đậu. Loài này được (Mart. ex Benth.) Benth. miêu tả khoa học đầu tiên năm 1862.